# 김현준 (축구인)
김현준(1983년 7월 31일 ~ )은 대한민국의 축구 지도자이며, 과거 강원 FC의 감독직을 맡았었다.